# Amphibolurus norrisi
Amphibolurus norrisi е вид влечуго от семейство Agamidae. Видът е незастрашен от изчезване.

## Разпространение
Разпространен е в Австралия (Виктория, Западна Австралия и Южна Австралия).

## Описание
Популацията на вида е стабилна.